# Monarchie w Europie

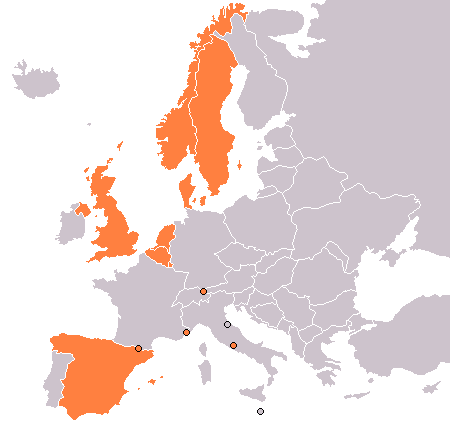
Monarchie w Europie (zaznaczone na pomarańczowo)

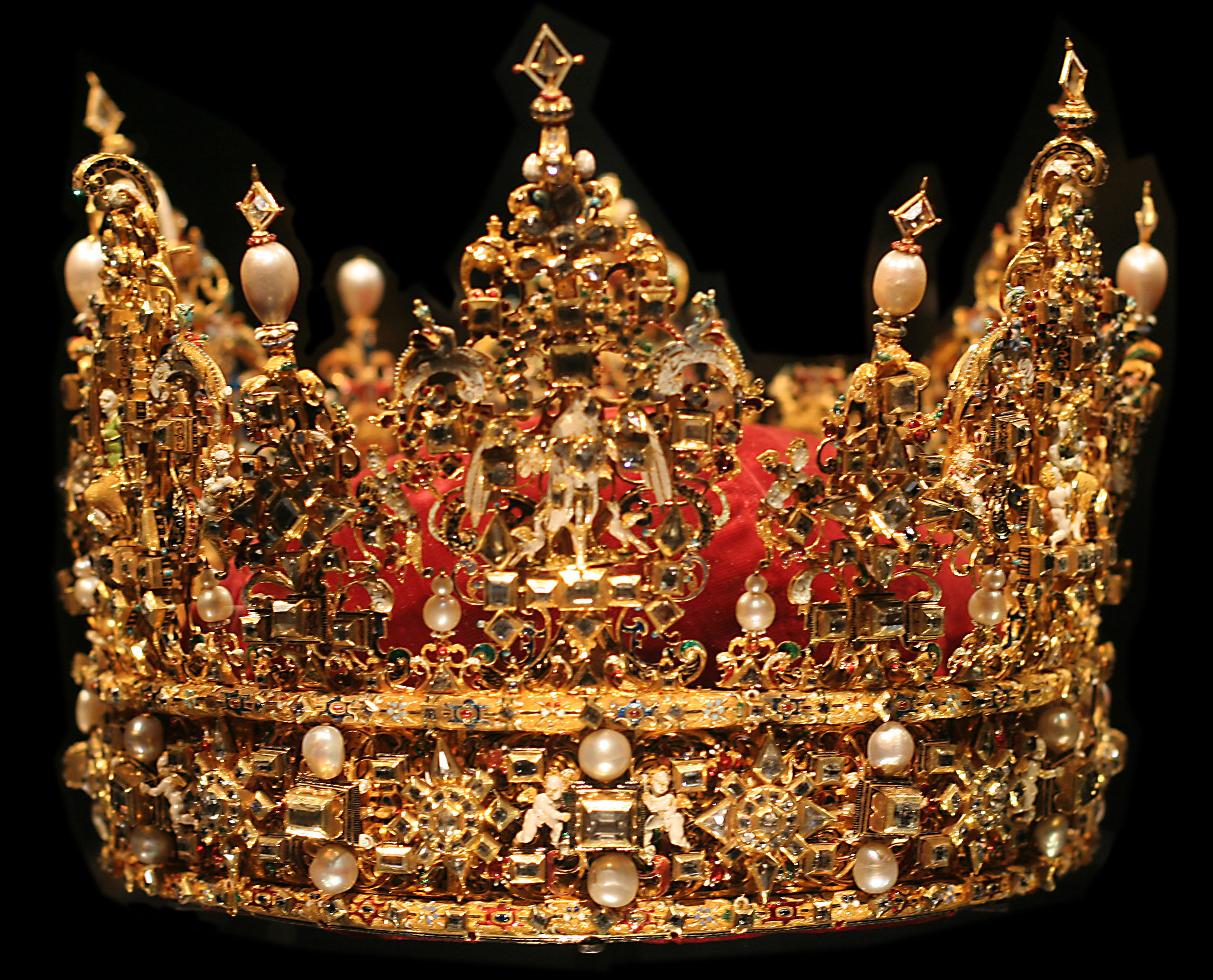
Korona Chrystiana IV Oldenburga, część duńskiej korony regalia

Obecnie w Europie istnieje dwanaście monarchii (2022), dziesięć z nich to monarchie dziedziczne, w których głowa państwa (monarcha) obejmuje rządy w drodze dziedziczenia i sprawuje je do śmierci lub abdykacji. Głowa państwa Watykan (Papież) jest monarchą elekcyjnym, wybieranym podczas konklawe kardynałów, zaś przywódcą Andory są wspólnie Prezydent Francji oraz Biskup Urgel. Na początku XX wieku tylko Francja, Szwajcaria oraz San Marino były republikami. Republikańska forma rządów zaczęła dominować w Europie po I wojnie światowej. Obecnie większość państw na świecie oraz w Europie ma ustrój republikański.
W Europie monarchiami są:
- Księstwo Andory
- Królestwo Belgii
- Królestwo Danii
- Królestwo Hiszpanii
- Królestwo Niderlandów
- Księstwo Liechtensteinu
- Wielkie Księstwo Luksemburga
- Księstwo Monako
- Królestwo Norwegii
- Królestwo Szwecji
- Zjednoczone Królestwo Wielkiej Brytanii i Irlandii Północnej
- Państwo-Miasto Watykańskie.

Prawie wszystkie monarchie w Europie należą do monarchii konstytucyjnych właściwych lub monarchii parlamentarnych. W pierwszym przypadku oznacza to, że monarcha sprawuje władzę w państwie wspólnie z parlamentem. W drugim przypadku oznacza to, że monarcha nie ma wpływu na politykę państwa, lub ma to prawnie zabronione albo monarcha nie korzysta z przywilejów politycznych. Wyjątkiem jest Państwo Watykańskie, będące monarchią absolutną. Obecnie nie ma dużych kampanii na rzecz zniesienia monarchii (patrz monarchizm oraz republikanizm) w żadnym z dwunastu państw. Obecnie sześć z dwunastu monarchii jest członkami Unii Europejskiej: Belgia, Dania, Hiszpania, Holandia, Luksemburg oraz Szwecja.

## Obecni monarchowie

Monarchowie europejscy
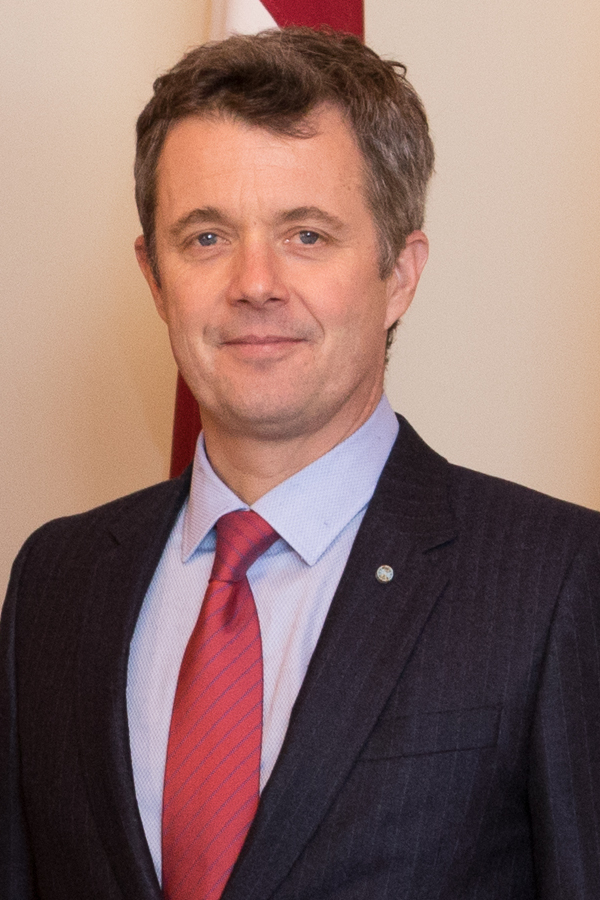
Fryderyk X
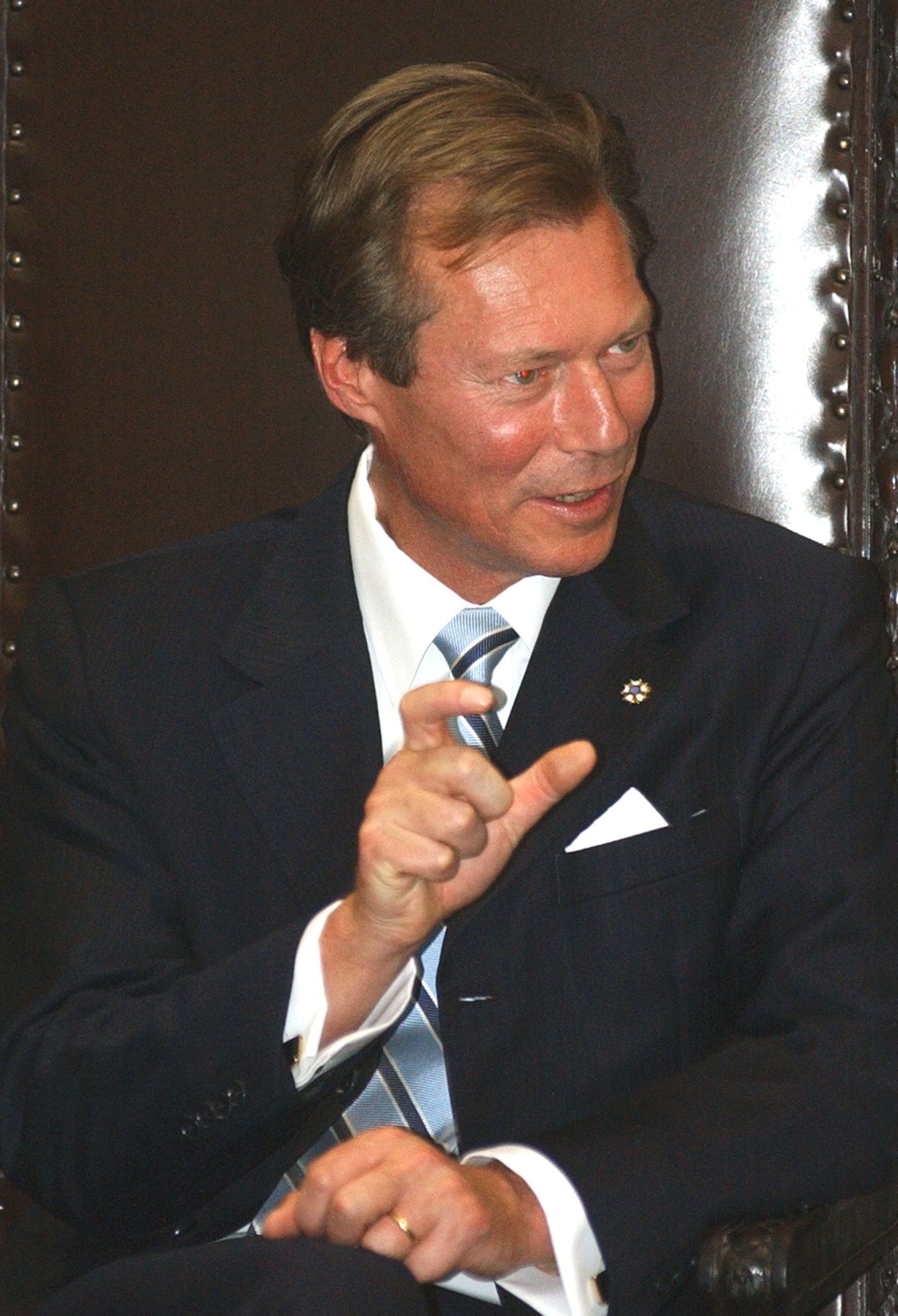
Henryk
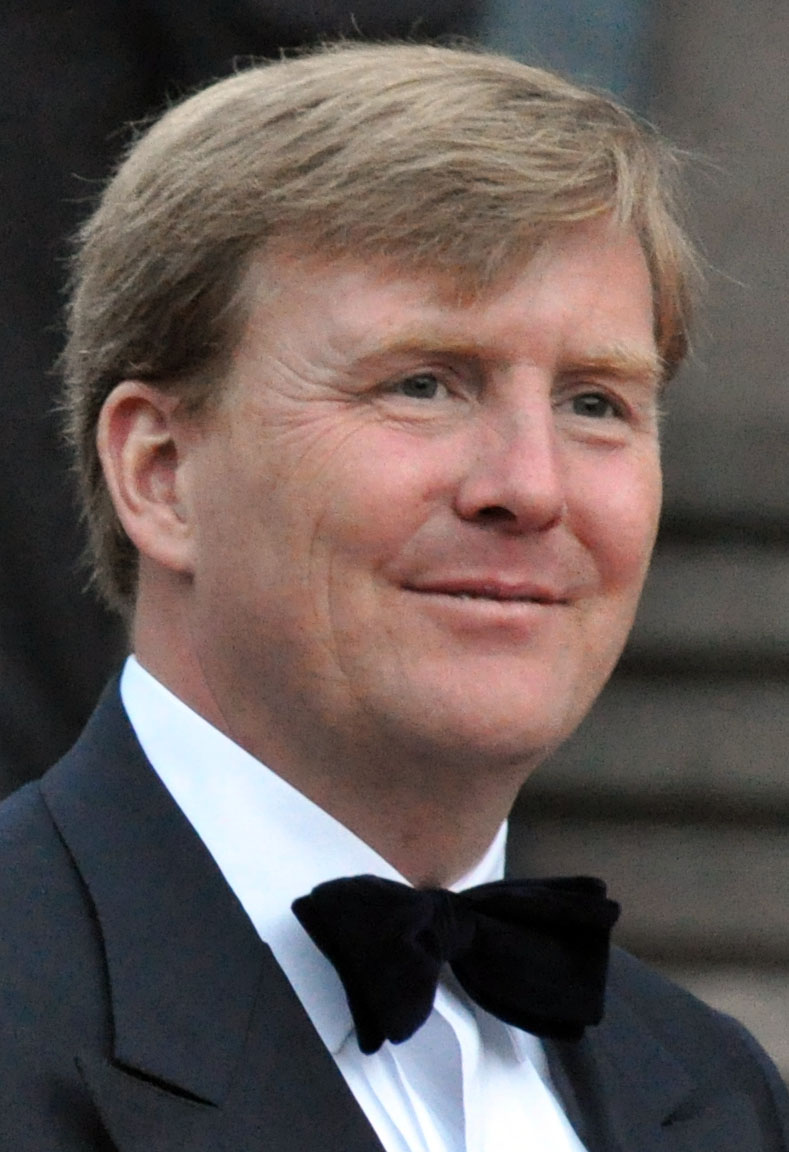
Wilhelm-Aleksander
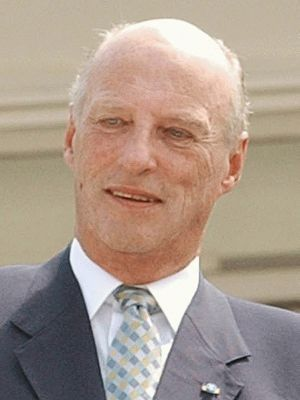
Harald V
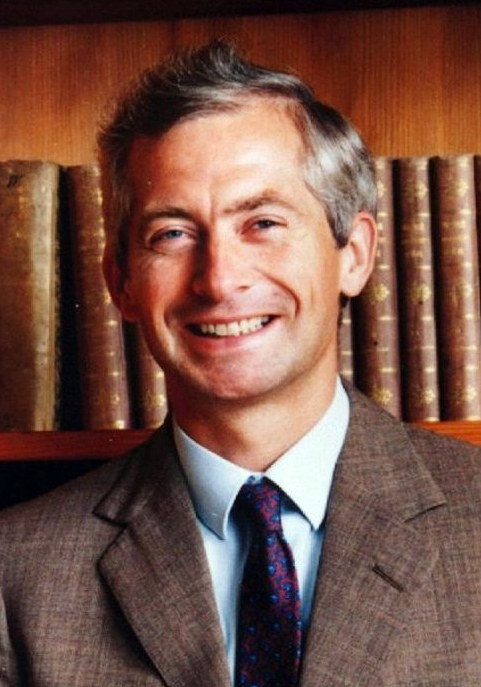
Jan Adam II Liechtenstein
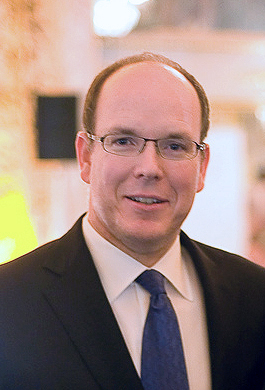
Albert II Grimaldi
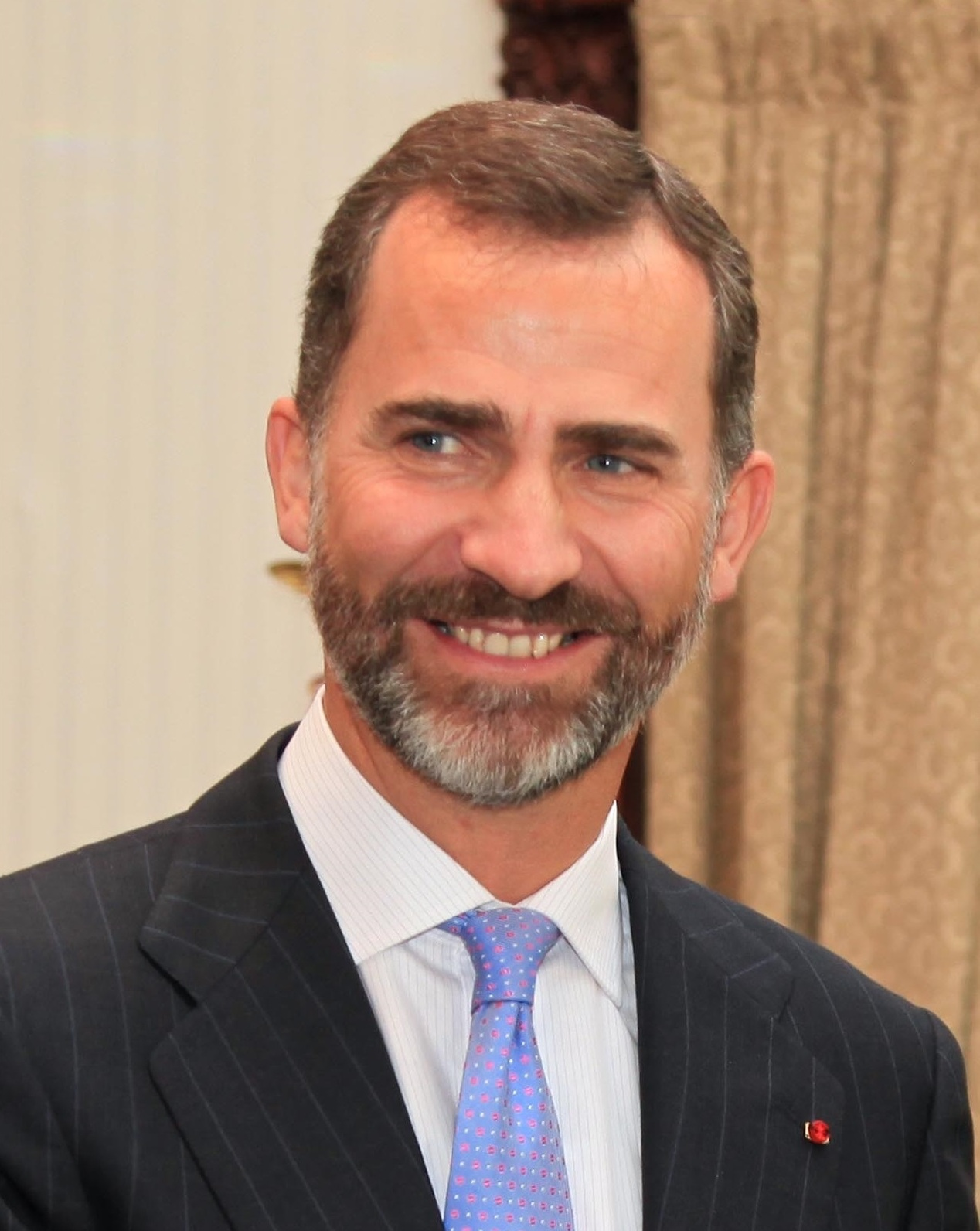
Filip VI Burbon
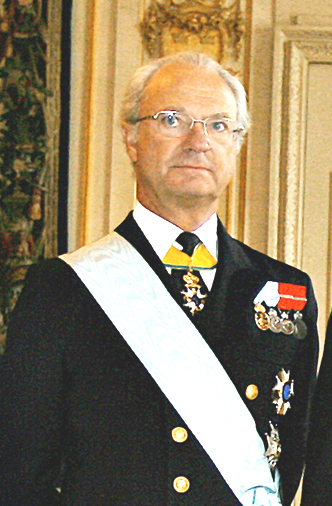
Karol XVI Gustaw
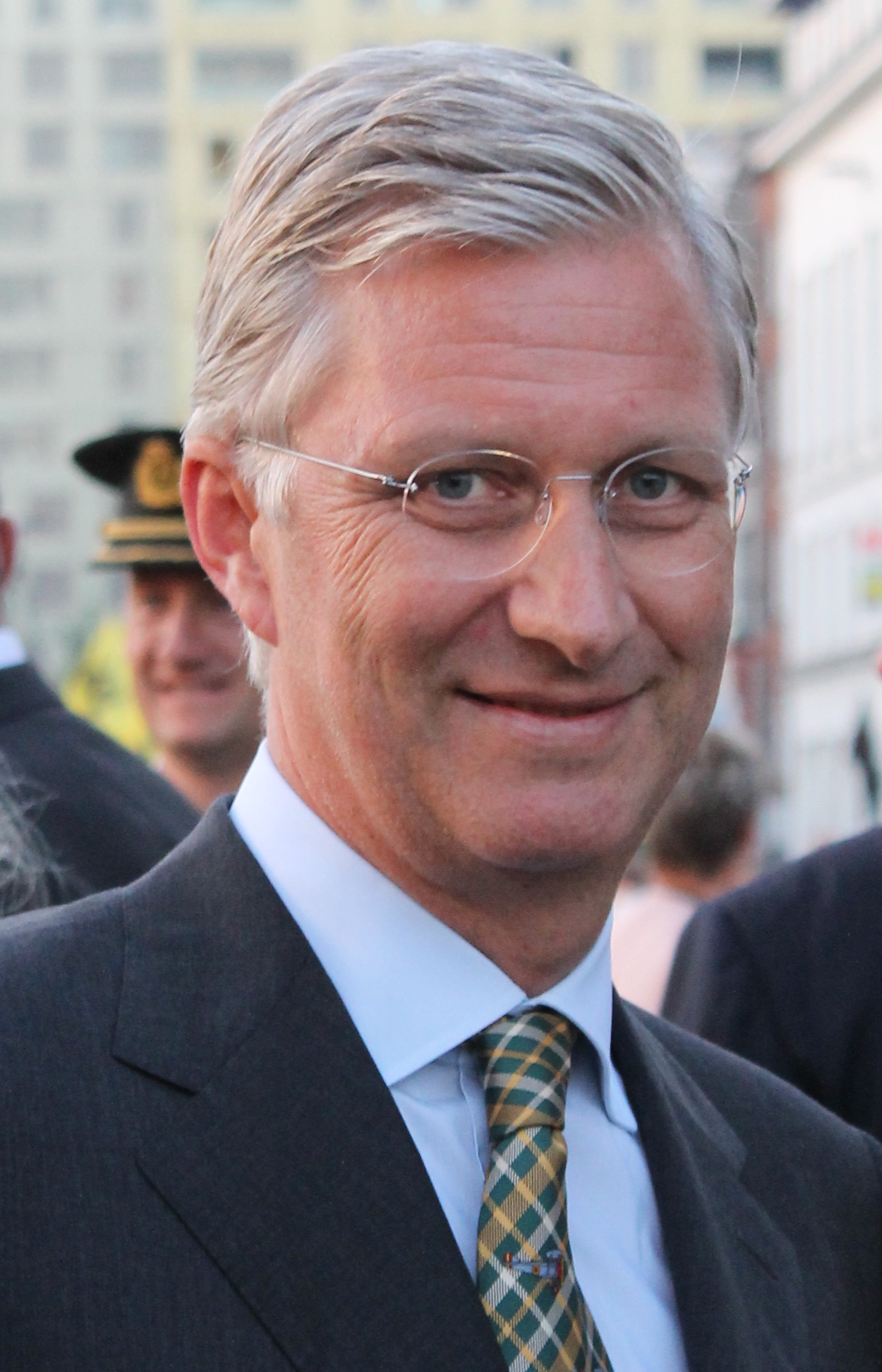
Filip I Koburg
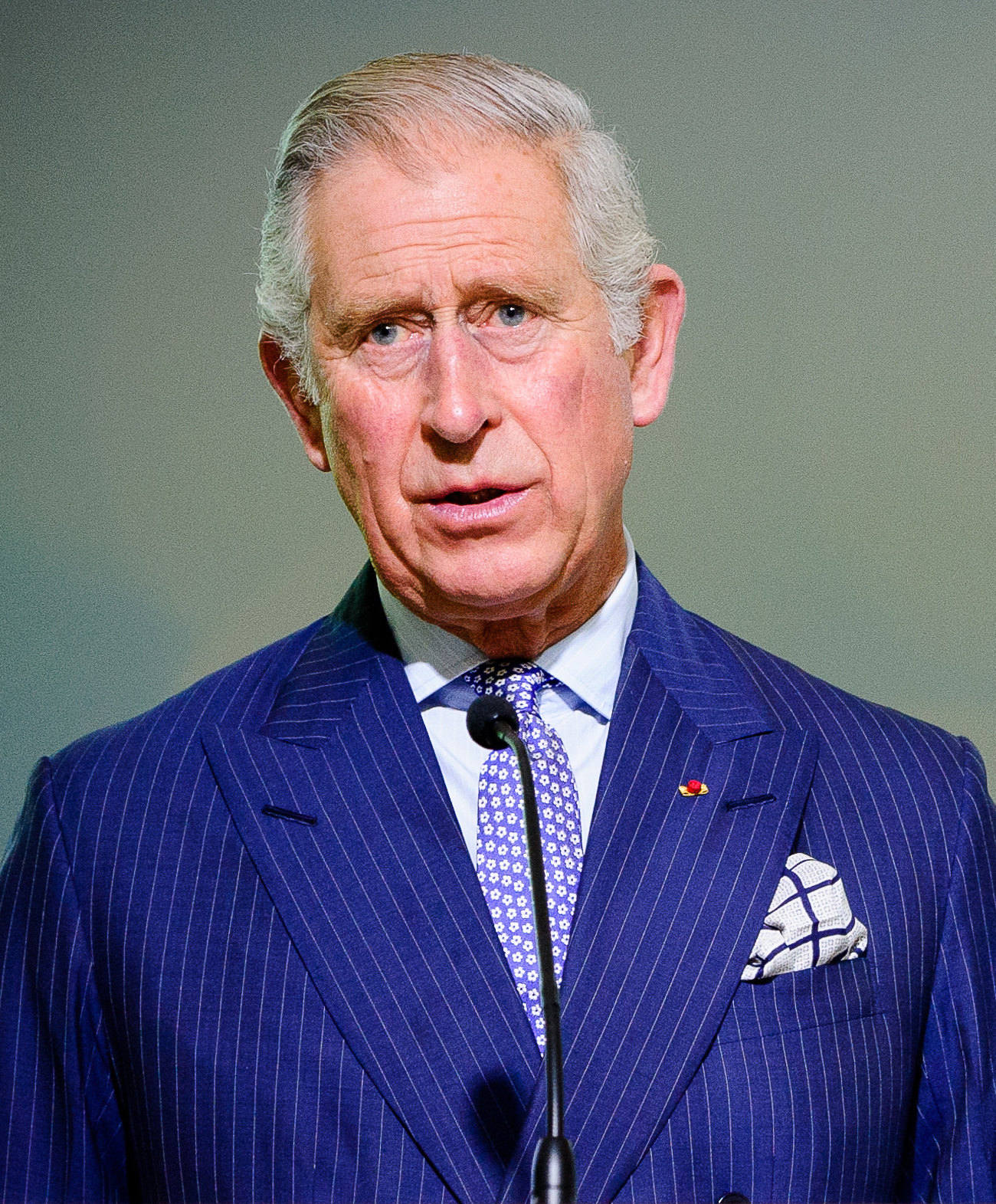
Karol III
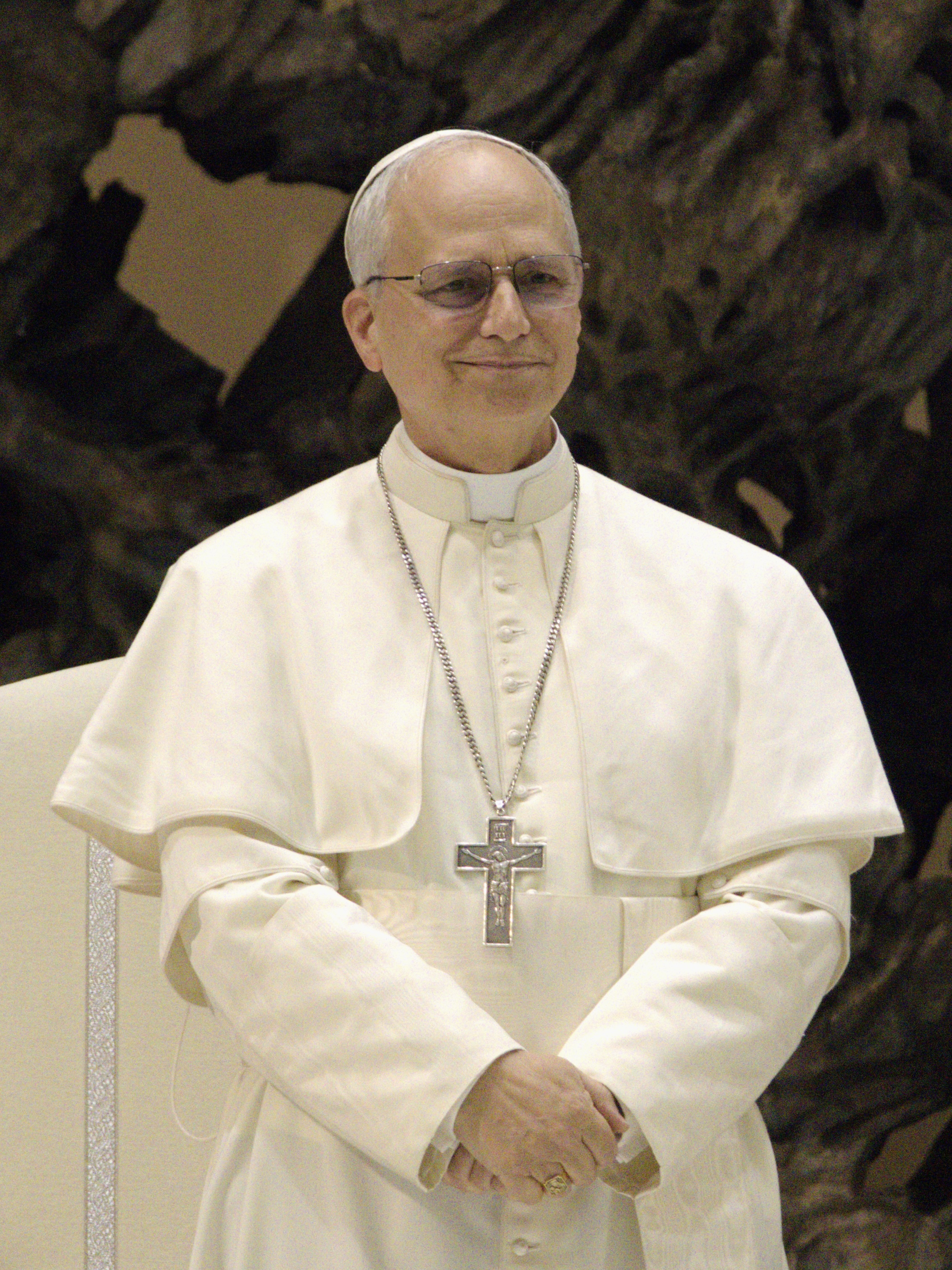
Leon XIV
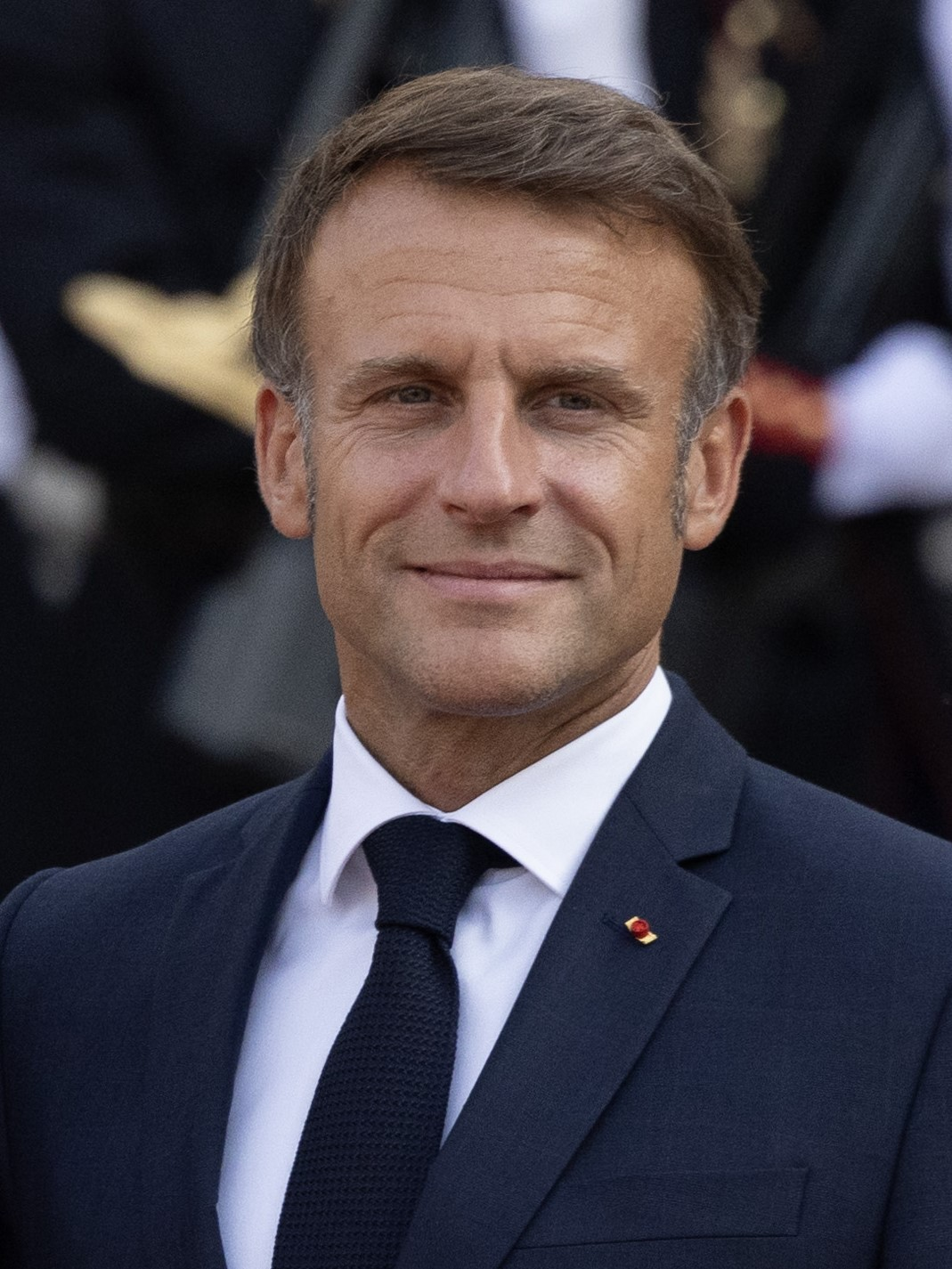
Emmanuel Macron
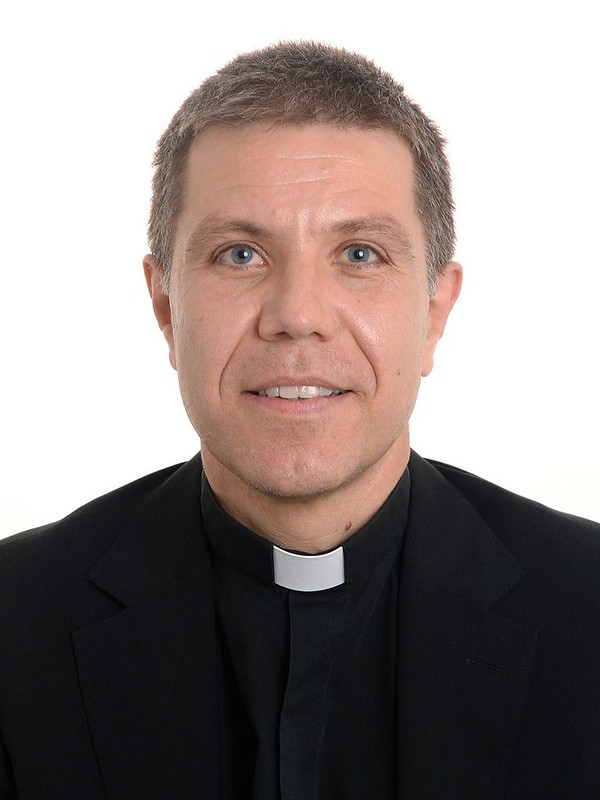
Josep-Lluís Serrano Pentinat

Belgia jest królestwem od 21 lipca 1831, kiedy to odzyskała niepodległość od Królestwa Zjednoczonych Niderlandów. Belgia jest jedyną obecnie monarchią ludową, istniejącą od roku 1831, kiedy to Leopold I Koburg przybrał tytuł „Króla Belgów”, a nie „Króla Belgii”. Podczas referendum 12 marca 1950, 57,68 procent mieszkańców opowiedziało się za powróceniem na tron Leopolda III Koburga, który został bardzo negatywnie oceniony za swoje zachowanie podczas II wojny światowej, a nawet uznany za zdrajcę. Pomimo poparcia społeczności, wskutek napięć w kraju, oraz groźbą wybuchu wojny domowej, Leopold abdykował 16 lipca 1951 na rzecz swojego syna Baldwina I. Od 2013 królem jest Filip I Koburg.
W Danii monarchia istnieje od niepamiętnych czasów legendarnych królów Duńskich, przed X wiekiem. W dzisiejszych czasach poparcia dla monarchii wynosi około 80 procent. Obecnym królem Danii jest Fryderyk X. Królestwo Duńskie obejmuje także posiadające autonomię Wyspy Owcze oraz Grenlandię. Z powodu ich statusu monarcha nie posiada odrębnego tytułu dla tych regionów.
Luksemburg uzyskał niepodległość jako wielkie księstwo 9 czerwca 1815. Początkowo, od 16 marca 1815 do 23 listopada 1890, połączony był unią personalną z Królestwem Zjednoczonych Niderlandów, a później Królestwem Holandii. Po śmierci króla Wilhelma III królową Holandii została Wilhelmina. Jednakże wskutek obowiązującego wtedy w Luksemburgu prawa salickiego, zakładającego, że królem może zostać tylko potomek płci męskiej, nie mogła zostać jednocześnie Księżną Luksemburga. W tym wypadku na wielkiego księcia Luksemburskiego koronowany został Adolf. W referendum 28 września 1919, 80,34 procent wyborców głosowało za pozostawieniem monarchii. Obecnym księciem jest Henryk.
Holandia uzyskała niepodległość 26 lipca 1581 jako Republika Siedmiu Zjednoczonych Prowincji Niderlandzkich. 18 stycznia 1795 na terenie Holandii została utworzona marionetkowa Republika Batawska, pod protektoratem Cesarstwa Francuskiego. 5 czerwca 1806 przemianowana została na Królestwo Holandii, konsekwentnie anektowana przez Francję w 1810. Kongres wiedeński obradujący w 1815 utworzył Królestwo Zjednoczonych Niderlandów. Wskutek niepodległości Belgii w 1831, Holandia ponownie zmieniła nazwę na Królestwo Niderlandów. W dzisiejszych czasach poparcie dla monarchii deklaruje od 70 do 80 procent Holendrów. Obecnym królem jest Wilhelm-Aleksander.
Norwegia po raz pierwszy była zjednoczona i niepodległa w latach 1000-1400. Od 1397 do 1524 Norwegia była częścią Unii Kalmarskiej, później do 1814 połączona była unią personalną z Królestwem Danii. W 1815 podczas obrad kongresu wiedeńskiego, została zmuszona do zawarcia unii ze Szwecją. Ponownie niepodległość Norwegia odzyskała 7 lipca 1905. Poparcie dla utworzenia republiki deklaruje około 20 procent Norwegów. Obecnym królem jest Harald V.
Hiszpania powstała jako jedno, zjednoczone królestwo pod wodzą Karola V Habsburga, 23 stycznia 1516. Monarchia została na krótko zerwana 11 lutego 1873 do 29 grudnia 1874, i zastąpiona Pierwszą Republiką Hiszpańską. Po raz drugi monarchie zniesiono 14 kwietnia 1931, kiedy powstała Druga Republika Hiszpańska, stan ten trwał do 1 kwietnia 1939. Wtedy władze w państwie przejął dyktator Generał Franco, i rządził Hiszpanią aż do śmierci 20 listopada 1975. Dwa dni później przywrócono Hiszpanii status królestwa, a na tron wstąpił Jan Karol I. Obecnie istnieje dużo organizacji propagujących ustanowienie Trzeciej Republiki Hiszpańskiej, jednak tylko 25 procent społeczności popiera te dążenia.
Szwedzka monarchia, podobnie jak Duńska, sięga czasów mitycznych królów Szwecji, przed X wiekiem, od kiedy trwa nieprzerwanie do dzisiaj. Jednakże nie jest niemożliwe, zniesienie monarchii. Obecnym królem jest Karol XVI Gustaw.
Za początek monarchii w Zjednoczonym Królestwie Wielkiej Brytanii i Irlandii Północnej może być uznawana data powstania Królestwa Anglii (871), Szkocji (843) lub koronacja Jakuba I Stuarta na króla Szkocji i Anglii albo połączenie wymienionych państw na mocy aktu unii z 1707. Monarchia w Wielkiej Brytanii trwa do dzisiaj, przerwana była jedynie przez czasy bezkrólewia, trwające od 30 stycznia 1649 do 15 grudnia 1653 oraz od 26 maja 1659 do 25 maja 1660. Obecnym królem jest Karol III.
Poparcie społeczeństwa dla ustanowienia republiki w zastępstwie monarchii wynosi około 20 procent. Podczas gdy większość osób uważa, że monarchia będzie dalej istnieć przez dziesięć lat od chwili obecnej, to w mniemaniu społeczeństwa mało prawdopodobne jest aby monarchia utrzymała się za pięćdziesiąt lat. Jednakże, opinia publiczna jest niemal pewna istnienia monarchii za trzydzieści lat. 30 procent obywateli jest za zniesieniem monarchii po śmierci Elżbiety II.

### Brytyjska Wspólnota Narodów
Monarcha Zjednoczonego Królestwa Brytyjskiego jest także monarchą piętnastu innych narodów, wchodzących w skład Commonwealth realm, z czego żaden nie znajduje się w Europie. W niektórych jest zdecydowane poparcie do ustanowienia republiki.

## Lista monarchów
| Państwo         | Typ              | Prawo spadkowe           | Obecny monarcha                      | Data urodzenia    | Data objęcia urzędu | Następca tronu                  |
| --------------- | ---------------- | ------------------------ | ------------------------------------ | ----------------- | ------------------- | ------------------------------- |
| Andora          | koregencja       | koregencja               | J. E. Vives i Sicília (Biskup Urgel) | 24 lipca 1949     | 12 maja 2003        | zostanie powołany przez papieża |
| Andora          | koregencja       | koregencja               | Emmanuel Macron (Prezydent Francji)  | 21 grudnia 1977   | 14 maja 2017        | zostanie wybrany w 2027         |
| Belgia          | królestwo        | primogenitura            | Filip I Koburg                       | 15 kwietnia 1960  | 21 lipca 2013       | Elżbieta                        |
| Dania           | królestwo        | primogenitura            | Fryderyk X                           | 26 maja1968       | 14 stycznia 2024    | Chrystian                       |
| Liechtenstein   | księstwo         | primogenitura agnatyczna | Hans-Adam II                         | 14 lutego 1945    | 13 listopada 1989   | Alojzy                          |
| Luksemburg      | Wielkie księstwo | primogenitura agnatyczna | Henryk                               | 16 kwietnia 1955  | październik 2000    | Wilhelm                         |
| Monako          | księstwo         | męskie pierworództwo     | Albert II                            | 14 marca 1958     | 6 kwietnia 2005     | Jakub Grimaldi                  |
| Holandia        | królestwo        | primogenitura            | Wilhelm-Aleksander                   | 27 kwietnia 1967  | 30 kwietnia 2013    | Katarzyna-Amalia                |
| Norwegia        | królestwo        | primogenitura            | Harald V                             | 21 lutego 1937    | 17 stycznia 1991    | Haakon                          |
| Hiszpania       | królestwo        | primogenitura            | Filip VI Burbon                      | 30 stycznia 1968  | 19 czerwca 2014     | Eleonora Burbon                 |
| Szwecja         | królestwo        | primogenitura            | Karol XVI Gustaw                     | 30 kwietnia 1946  | 15 września 1973    | Wiktoria                        |
| Wielka Brytania | królestwo        | primogenitura            | Karol III                            | 14 listopada 1948 | 8 września 2022     | Wilhelm                         |
| Watykan         | teokracja        | monarchia elekcyjna      | Leon XIV                             | 14 września 1955  | 8 maja 2025         | zostanie wybrany przez konklawe |